# 杉田豊
杉田 豊（すぎた ゆたか、1930年7月13日 - 2017年5月19日）は、グラフィック・デザイナー、絵本作家。筑波大学名誉教授(平成6年度付与)。

## 経歴
- 1930年 埼玉県生まれ、埼玉県立浦和高等学校卒業
- 1953年 東京教育大学芸術学科卒業
- 1957年 日宣美展奨励賞
- 1979年 ボローニャ国際児童年記念ポスターコンクール最優秀賞、ボローニャ国際児童図書展グラフィック賞（受賞作品「ねずみのごちそう」（講談社））、第26回産経児童出版文化賞美術賞
- 1980年 「うれしいひ」（至光社）第11回講談社出版文化賞絵本賞
- 1984年 ブルノ・グラフィックデザインビエンナーレ特別賞
- 1990年 「みんなうたってる」（至光社）第37回産経児童出版文化賞
- 1997年 第27回アジアゴー国際切手芸術賞受賞

## 主な作品
- みんなのおねがい 至光社 1965.7
- どうぶつあいうえお 偕成社 1970
- ぼくはせんせい 至光社 1973
- かばはかば 至光社 1974
- いねむりろばくん 講談社 1975
- ものまねくろちゃん 至光社 1975
- くろちゃんとおうむ 至光社 1976
- ぼくのわなげ 至光社 1977
- ねずみのごちそう 講談社 1978.8
- よりみちしたてんし 至光社 1978
- おおきいいしちいさいいし 至光社 1979
- おやすみなさい1,2,3 至光社 1980
- しあわせのいす 至光社 1981
- たからもの 至光社 1981
- ぼくはとびたい 講談社 1981.1
- うれしいひ 至光社 1982
- かくれんぼ 至光社 1982
- カッピの冒険 講談社 1982.5
- くろちゃんのひるね 至光社 c1984.
- みんなげんきです 至光社 c1985.
- ぼくのかお 至光社 c1986. 国際版絵本
- みんなうたってる 至光社 c1989. ブッククラブ. 国際版絵本
- にらめっこ 講談社 1992.11
- 1994年、1995年、1996年ふみの日記念切手原画作成